# NGC 14
NGC 14 est une galaxie irrégulière de type magellanique située dans de la constellation de Pégase. NGC 14 a été découverte par l'astronome germano-britannique William Herschel le 18 septembre 1786.

## Caractéristiques
Sa vitesse par rapport au fond diffus cosmologique est de 507 ± 25 km/s, ce qui correspond à une distance de Hubble de 7,48 ± 0,64 Mpc (∼24,4 millions d'al).
La classe de luminosité de NGC 14 est V-VI et elle présente une large raie HI.
En raison d'une brillance de surface égale à 14,02 mag/am2, on peut qualifier NGC 14 de galaxie à faible brillance de surface (LSB en anglais pour low surface brightness). Les galaxies LSB sont des galaxies diffuses (D) avec une brillance de surface inférieure de moins d'une magnitude à celle du ciel nocturne ambiant.
À ce jour, deux mesures non basées sur le décalage vers le rouge (redshift) donnent une distance de 9,265 ± 4,999 Mpc (∼30,2 millions d'al), ce qui est à l'intérieur de l'intervalle de la distance de Hubble.

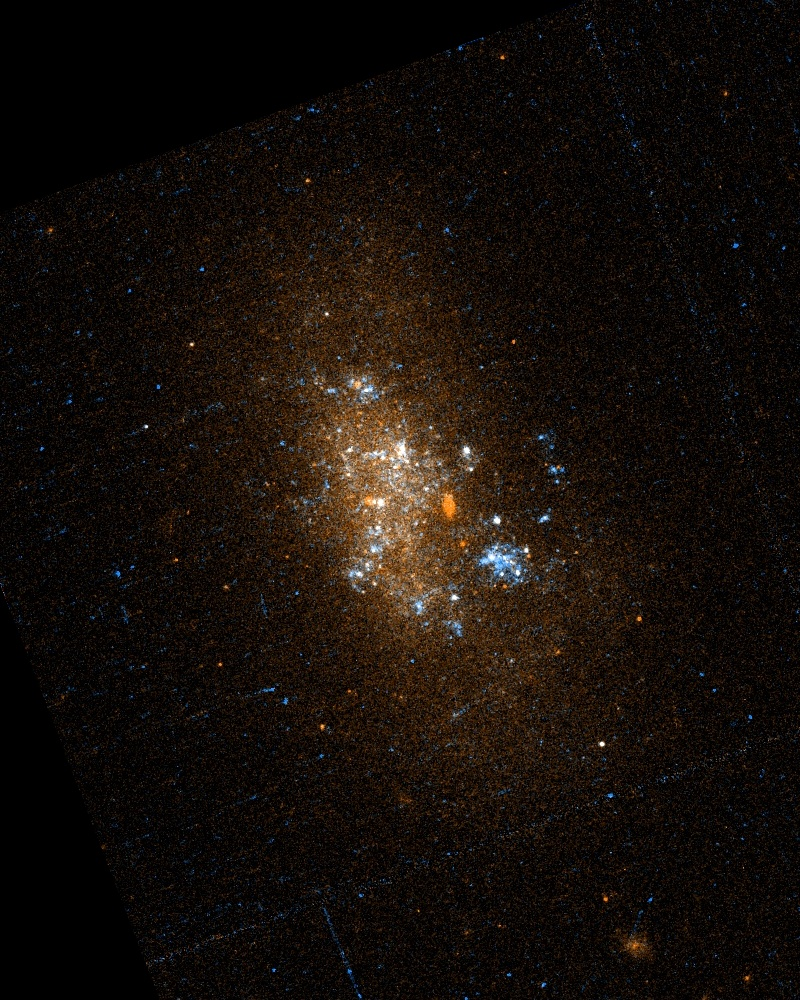
Basé sur les observations réalisées avec le télescope Hubble et tiré de «Hubble Legacy Archive».